# راي نيلسون (لاعب اتحاد الرغبي)
راي نيلسون (بالإنجليزية: Ray Nelson)‏ هو لاعب اتحاد الرغبي أمريكي، ولد في 11 يونيو 1961.

## وصلات خارجية
- راي نيلسون عل موقع إسبنسكروم (الإنجليزية)